# Tašov
Obec Tašov (německy Taschow) se nachází v okrese Ústí nad Labem v Ústeckém kraji. Žije v ní 133 obyvatel. Skály u Tašova jsou oblíbeným místem horolezců.

## Název
Jméno obce je odvozeno od mužského osobního jména Tas (domácká podoba k Protasius) – Tasův dvůr. Vlivem němčiny se pak název obce změnil z Tasova na Tašov. Jedná se o obec s původním slovanským osídlením.

## Historie
První písemná zmínka o obci pochází z roku 1188.
Osídlení na území dnešní obce je ale starší a datuje se již od pravěku. Ve středověku byla obec ve vlastnictví řádu johanitů. V roce 1382 patřil Tašov Střekovu a později byl součástí obce Svádov. Velké změny nastaly v roce 1568, kdy Bedřich ze Salhausenu s okolními vesnicemi vytvořil samostatný statek. V horní části obce, v místech dnešního čp. 1 byla vybudována tvrz, která byla o několik let později dokonce přestavěna na zámek. Další změny nastaly po roce 1620, kdy bylo Oldřichu Vchynskému z Vchynic celé panství zkonfiskováno. Majitelem panství se pak stal Oldřichův bratr Vilém, který byl v roce 1634 zavražděn v Chebu spolu s Albrechtem z Valdštejna. Ze zámku se toho do dnešních dnů moc nedochovalo. Zbylo v podstatě jen přízemí stavby a sklepy s původním klenutím, nyní rekreační objekt.

## Části obce
V letech 1961–1980 k obci patřily Babiny I.

## Obyvatelstvo
|           | 1869 | 1880 | 1890 | 1900 | 1910 | 1921 | 1930 | 1950 | 1961 | 1970 | 1980 | 1991 | 2001 | 2011 |
| --------- | ---- | ---- | ---- | ---- | ---- | ---- | ---- | ---- | ---- | ---- | ---- | ---- | ---- | ---- |
| Obyvatelé | 230  | 229  | 212  | 189  | 195  | 191  | 194  | 86   | 83   | 83   | 91   | 77   | 100  | 156  |
| Domy      | 40   | 40   | 40   | 39   | 38   | 38   | 38   | 37   | 20   | 20   | 28   | 33   | 38   | 47   |

## Pamětihodnosti
- Kaple svaté Maří Magdalény z 19. století, u silnici směrem na Rýdeč. Nástavec kaple bez zvonu, jsou na něm zavěšeny dva ampliony. Zrekonstruována v roce 1996. Další kaplička z 19. století byla v padesátých letech 20. století přestavěna na hasičskou zbrojnici.

## Služby
Obecní úřad, lesní činnost, autoservis, realitní kancelář, zemní práce, personální služby atd. Poštovní úřad, základní a mateřská škola v nedaleké obci Malečov cca 2 km.